# Empty Rooms
Empty Rooms is een nummer van de Noord-Ierse muzikant Gary Moore uit juli 1984, heruitgegeven in juli 1985. Het is de derde en laatste single van zijn vierde soloalbum Victims of the Future, en de tweede single van zijn vijfde soloalbum Run for Cover.

## Achtergrond
Toen de single in juli 1984 oorspronkelijk werd uitgebracht, werd de plaat enkel in het Verenigd Koninkrijk een bescheiden hit en bereikte de 51e positie in de UK Singles Chart. De heruitgave en herbewerkte versie uit juli 1985 werd in meerdere landen wél een (radio)hit. In het Verenigd Koninkrijk had de plaat toen ook meer succes; ditmaal werd de 23e positie in de UK Singles Chart bereikt. 
In Nederland werd de plaat in de zomer van 1985 veel gedraaid op Hilversum 3 en werd een radiohit. Desondanks bereikte de plaat de destijds drie landelijke hitlijsten op de nationale publieke popzender (de Nederlandse Top 40, Nationale Hitparade en de TROS Top 50) niet, maar bleef steken op een 13e positie in de Tipparade. Ook in de Europese hitlijst op Hilversum 3, de TROS Europarade, werd géén notering behaald.
In België werden zowel de voorloper van de Vlaamse Ultratop 50 als de Vlaamse Radio 2 Top 30 niet bereikt. Ook in Wallonië werd géén notering behaald.